# Knack
Knack (яп. ナック) — игра, разработанная Japan Studio и изданная Sony Computer Entertainment. Над игрой работал Марк Серни. Она вышла 15 ноября 2013 года в США, 29 ноября 2013 года в России и Европе, 22 февраля 2014 года в Японии.

## Обзор
Игрой комплектуется игровая консоль PlayStation 4. Марк Серни, руководитель проекта, говорит об игре: «Игра, которая очень проста для пользователя и в которой каждый может наслаждаться ностальгической атмосферой». Юсукэ Ватанабэ, старший продюсер SIE Japan Studio, говорит, что игра исходит из концепции: «Давайте сделаем игру, в которую каждый может легко играть с новым оборудованием PS4».
Игровой процесс представляет собой классическое прохождение уровней, в процессе которого игрок управляет идущим в одном направлении и поражающим своих противников героем игры. Герой игры Нэк состоит из совокупности объектов, называемых «реликтами» (англ. relic), его размеры могут быть увеличены за счёт фрагментов разбитых реликтов. Когда он станет огромным, он включится, и вы сможете победить сильного врага (есть также недостаток, который снижает способность быстро бежать и уворачиваться).
После выпуска PlayStation 4 в Японии к первоначальной версии коробки «PlayStation 4 First Limited Pack» прилагался код бесплатной загрузки игры.
Производство игры началось зимой 2011 года, а размер команды разработчиков достиг 120 человек во всей студии разработки. Фоны, персонажи, движения, фильмы и остальные компоненты, как сообщалось, были получены с помощью аутсорсинга в период около семи месяцев с конца ноября 2012 года по начало июня 2013 года примерно у 400 человек (не включая видеоролики).
Разработчики позаботились о том, чтобы даже маленькие дети смогли поиграть в игру, поэтому было разработано управление игры без использования кнопки LR и кооперативный режим игры.

## Сюжет
Местом действия является планета, похожая на Землю. В основе цивилизации людей этой планеты лежит использование материалов под названием «реликты» в качестве источников энергии. Но гоблины, которые, как предполагалось, были первобытными, внезапно вооружились современным оружием и начали нападать на цивилизацию людей. Чтобы справиться с этим, человечество формирует исследовательскую команду. Один из участников команды, гениальный учёный доктор Бургас, включает «Knack», созданный в результате собственных исследований, в команду и начинает исследовать вместе с племянником друга искателя приключений Райдера Лукасом причину развития гоблинов.

## Выпуск игры
В Японии 13 февраля 2014 года была выпущена бесплатная игра-головоломка «Knack’s Quest» (с англ. — «В поисках Нака») для смартфонов с iOS, Android. В игре можно получить предметы, которые затем используются в основной игре Knack.

## Отзывы
| Сводный рейтинг | Сводный рейтинг |
| Агрегатор       | Оценка          |
| --------------- | --------------- |
| GameRankings    | 58,09 %         |